# Coelophrys micropa
Coelophrys micropa är en fiskart som först beskrevs av Alcock, 1891.  Coelophrys micropa ingår i släktet Coelophrys och familjen Ogcocephalidae. Inga underarter finns listade i Catalogue of Life.